# Galeotto Franciotti della Rovere
Galeotto Franciotti della Rovere (né  à Lucques, en république de Lucques, en 1471, et mort à Rome le 11 septembre 1507) est un cardinal italien du XVIe siècle. Il est un petit-neveu du pape Sixte IV et un neveu de Jules II par sa mère. Il est un demi-frère du cardinal Sisto Gara della Rovere (1507) et un parent des cardinaux Clemente Grosso della Rovere (1503), Leonardo Grosso della Rovere (1505) et Marcantonio Franciotti (1633).

## Biographie
Franciotti delle Rovere est élu évêque de Lucques en 1503. Il est créé cardinal par le pape Jules II lors du consistoire du 29 novembre 1503. Sa création est publiée le 4 décembre 1503. Il est consacré le 9 avril 1504 par Jules II avec comme co-consécrateurs Antonio Gentile Pallavicino et Giovanni Antonio Sangiorgio. Il est nommé administrateur du métropolitain Bénévent en 1504, administrateur de Crémone et vice-chancelier de la Sainte-Église en 1505. Della Rovere est aussi légat à Bologne et à Rome, administrateur de Vicence et abbé commendataire de Nonatola et de  S. Benigno de Fruttaria. Il est un protecteur des artistes et des intellectuels et un bon ami du cardinal Giovanni de' Medici, le futur pape Léon X.